# Mona (Utah)
Mona – miasto w Stanach Zjednoczonych, w stanie Utah, w hrabstwie Juab.